# Stefan Stoev
 (octobre 2017).
Pour les articles homonymes, voir Stoev.

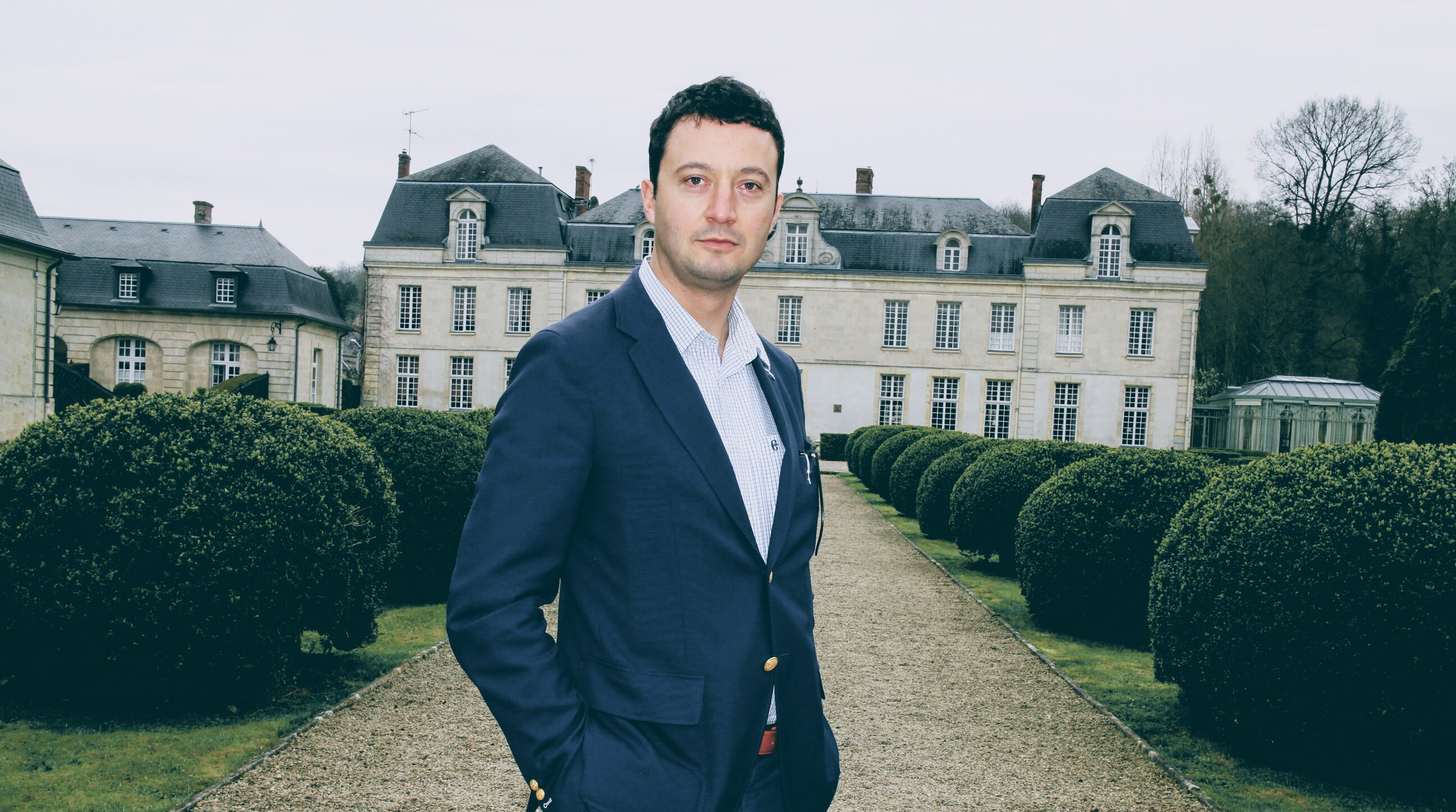
Founder, IDEA Society

Stefan Stoev, né en 1977 à Sofia, est un entrepreneur autrichien.

## Biographie
Stoev détient un doctorat en technologies de l’information et en économie, un master en finance internationale et économie, une licence en affaires économiques internationales et un diplôme professionnel en affaires internationales et linguistique.
Dans les années 2004-2005, il travaille comme représentant auprès du Service autrichien de la Mémoire au musée du mémorial de l'Holocauste des États-Unis situé à Washington D.C. Au cours de cette période, il a été engagé dans la recherche scientifique au Centre des études avancées en matière d’Holocauste et a maintenu des contacts avec des survivants de l’Holocauste .
Il est l’auteur du livre Time Bridge/Zeitbrücke. À son retour en Autriche, il fonde l'organisation culturelle IDEA Society (Société pour le développement international et l'amélioration des arts). 
Stoev s'est investi dans la diplomatie culturelle et artistique en favorisant le dialogue interculturel et en soutenant des artistes autrichiens et internationaux.
En 2008, il a lancé le projet international d’art Pangaea en appui de l'UNICEF. Le résultat de ce projet a été la création de la collection d'art pour la Paix dans le monde, qui se déploie depuis lors au niveau d’expositions de voyage sur tous les continents. Stoev est entré en coopération avec des musées de la paix ainsi qu’avec des organisations internationales œuvrant dans le domaine, suivie par des événements annuels en tant qu’hommage artistique à la Journée internationale de la paix et par de nombreuses conférences données par Stoev aux Nations unies et dans le cadre du Parlement européen. En 2011, il a été nommé ambassadeur pour la paix. Pour sa contribution à la promotion des arts et de la culture, il a été honoré en 2012 avec le prix du ministère bulgare de la Culture. 
En 2013, Stoev a organisé une exposition internationale sur le thème de l’Humanité rassemblant des œuvres d’art de Manfred Bockelmann (de) et Pangaea, et animée par Danielle Spera. Au nom de la Société IDEA, Stoev a demandé le statut consultatif d’ONG auprès du Conseil économique et social des Nations unies (ECOSOC), qui a été accordé en 2014 sur la décision du Comité des ONG à New York.